# Expedition 61
Expedition 61 è stata la 61ª missione di lunga durata verso la Stazione spaziale internazionale, iniziata il 3 ottobre 2019 con l'undocking della Sojuz MS-12. Luca Parmitano è stato il primo astronauta italiano e il terzo astronauta europeo a comandare la ISS. Nella notte tra il 20 luglio ed il 21 luglio 2019 Parmitano, insieme all'americano Andrew Morgan (primo volo spaziale) ed al russo Aleksandr Skvorcov (terzo volo spaziale), a bordo della navicella Sojuz MS-13, sono partiti dal Cosmodromo di Bajkonur in Kazakistan per raggiungere la ISS ed i tre membri dell'equipaggio facenti parte dell'Expedition 60 a bordo. Alla missione di Parmitano è stato assegnato il nome Beyond (in italiano Oltre). Si è conclusa il 6 febbraio 2020 quando Skvorcov, Parmitano e Koch sono tornati sulla Terra a bordo della Sojuz MS-13.

## Equipaggio

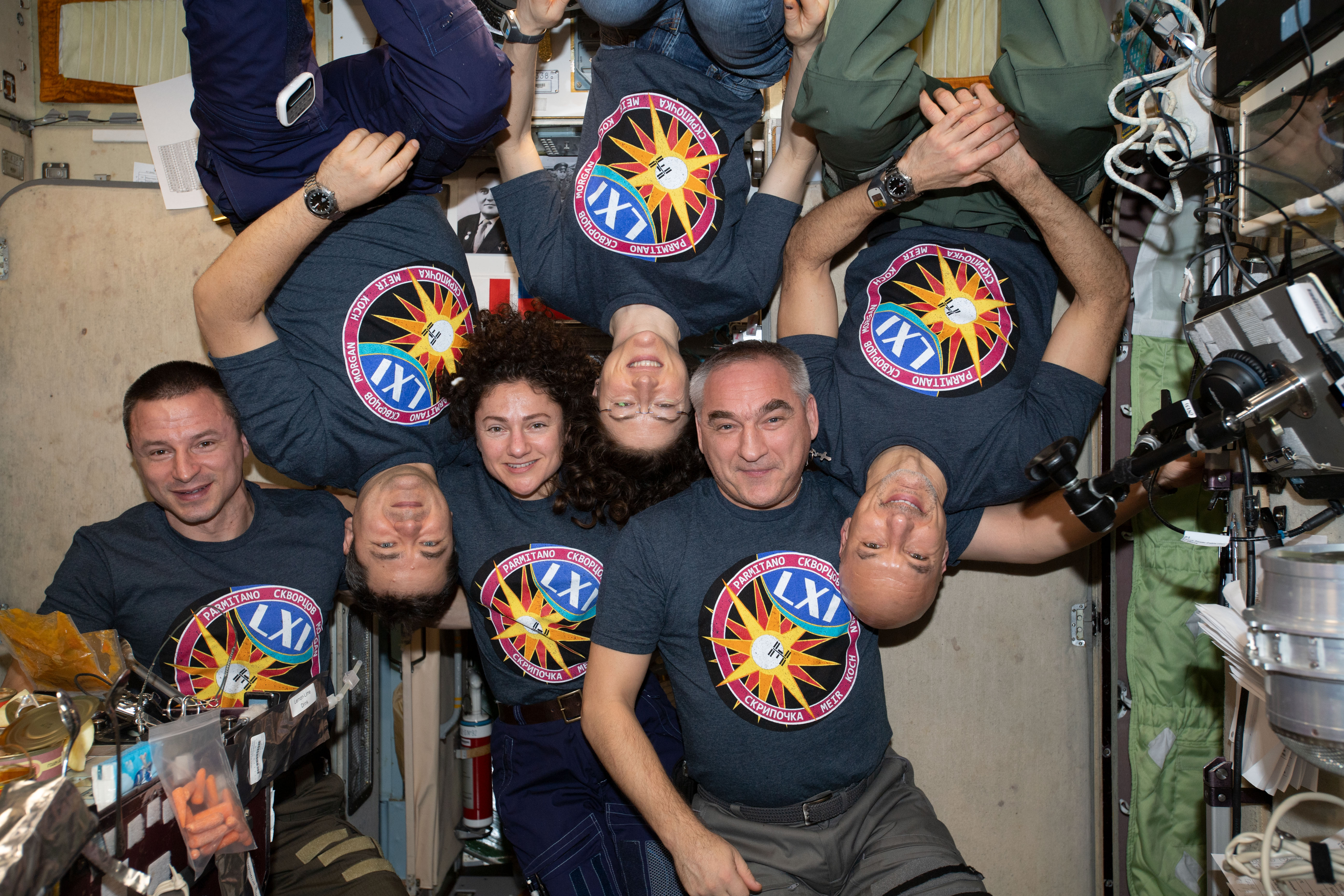
L'Expedition 61 nel Modulo Zvezda

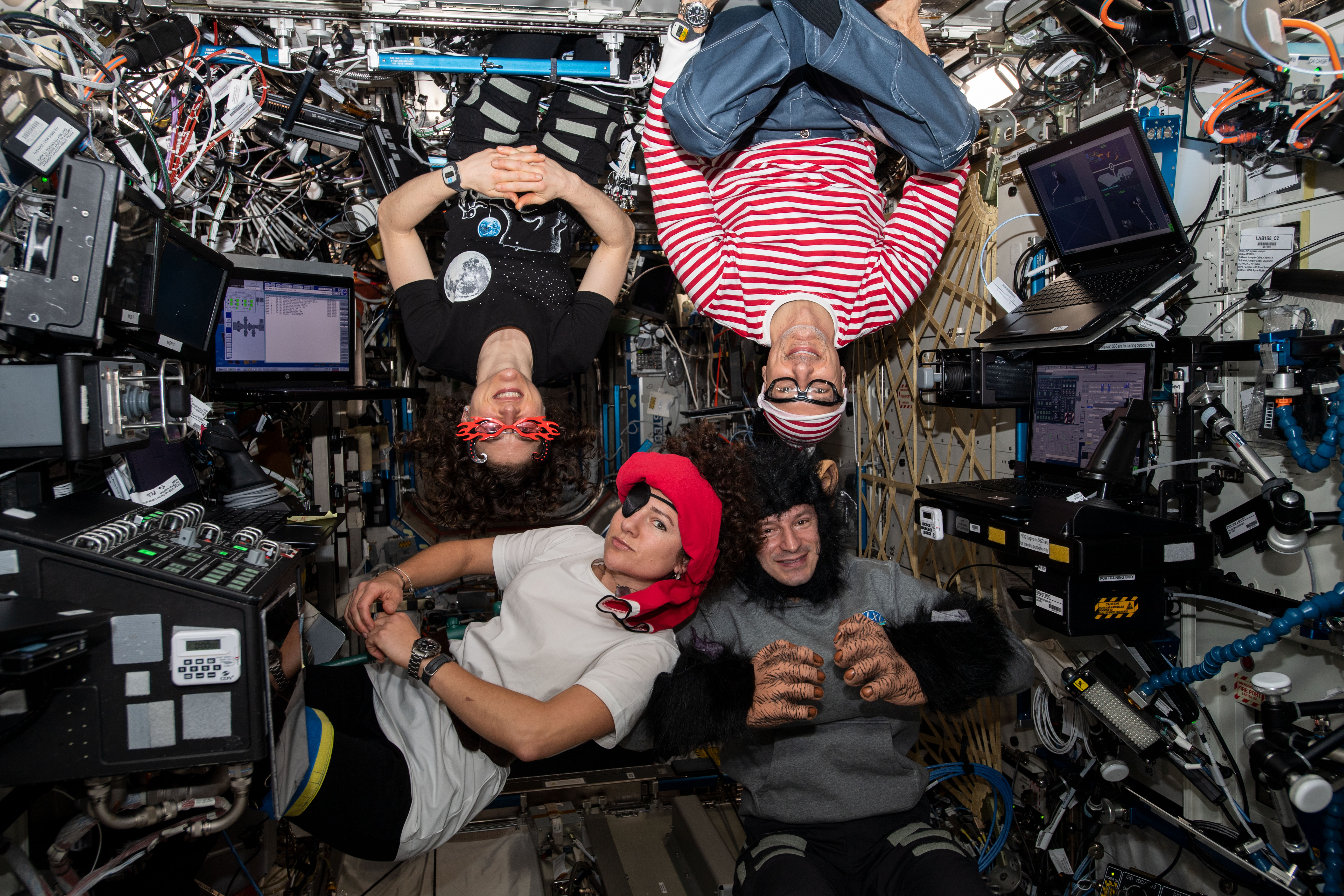
Gli astronauti del segmento americano dell'Exp 61

| Ruolo               | Ottobre 2019 – Febbraio 2020             |                                  |
| ------------------- | ---------------------------------------- | -------------------------------- |
| Comandante          | Luca Parmitano, ESA Secondo volo         | Luca Parmitano, ESA Secondo volo |
| Ingegnere di volo 1 | Aleksandr Skvorcov, Roscosmos Terzo volo |                                  |
| Ingegnere di volo 2 | Andrew Morgan, NASA Primo volo           |                                  |
| Ingegnere di volo 3 | Christina Koch, NASA Primo volo          |                                  |
| Ingegnere di volo 4 | Oleg Skripočka, Roscosmos Terzo volo     |                                  |
| Ingegnere di volo 5 | Jessica Meir, NASA Primo volo            |                                  |

## Missione

### EVA 1 (USOS 56)
Il 6 ottobre gli astronauti NASA Christina Koch (EV1, strisce rosse, camera #11) e Andrew Morgan (EV2, bianche, #18) hanno svolto un'attività extraveicolare (EVA) di 7 ore e 1 minuto.
L'obiettivo dell'EVA era continuare la manutenzione del sistema elettrico del Segmento americano della ISS, che consisteva nella sostituzione delle 48 batterie vecchie Ni-H2 usate sin dal 2000 con le nuove batterie Li-Ion. In particolare in questa EVA sono state rimosse una batteria vecchia, installata una nuova, rimossa una seconda batteria vecchia e installato un adattatore piastra. Get aheads: rimozione di una terza batteria vecchia e installazione di una seconda batteria nuova. Le batterie della ISS sono posizionate nei segmenti S4, S6, P4, P6 del Truss; nel 2017 sono state sostituite quelle del segmento S4, nel marzo 2019 quelle del segmento P4 e durante il mese di ottobre verranno sostituite quelle del segmento P6, durante cinque EVA. Per questa attività extraveicolare l'IV era Luca Parmitano, IV Ground Stephanie Wilson e Jessica Meir l'operatore robotico.

### EVA 2 (USOS 57)
La seconda EVA della missione è stata svolta da Morgan (EV1, strisce rosse, camera #18) e Koch (EV2, strisce bianche, camera #11) l'11 ottobre. Durante questa attività extraveicolare della durata di 6 ore e 45 minuti sono state rimosse due batterie vecchie Ni-H2 e installati due adattatori piastra e una batteria nuova Li-Ion. Get Ahaed: preparazione del sito di lavoro della prossima EVA. IV: Jessica Meir; Operatore robotico: Parmitano; Ground IV: Wilson.

### EVA 3 (USOS 58)

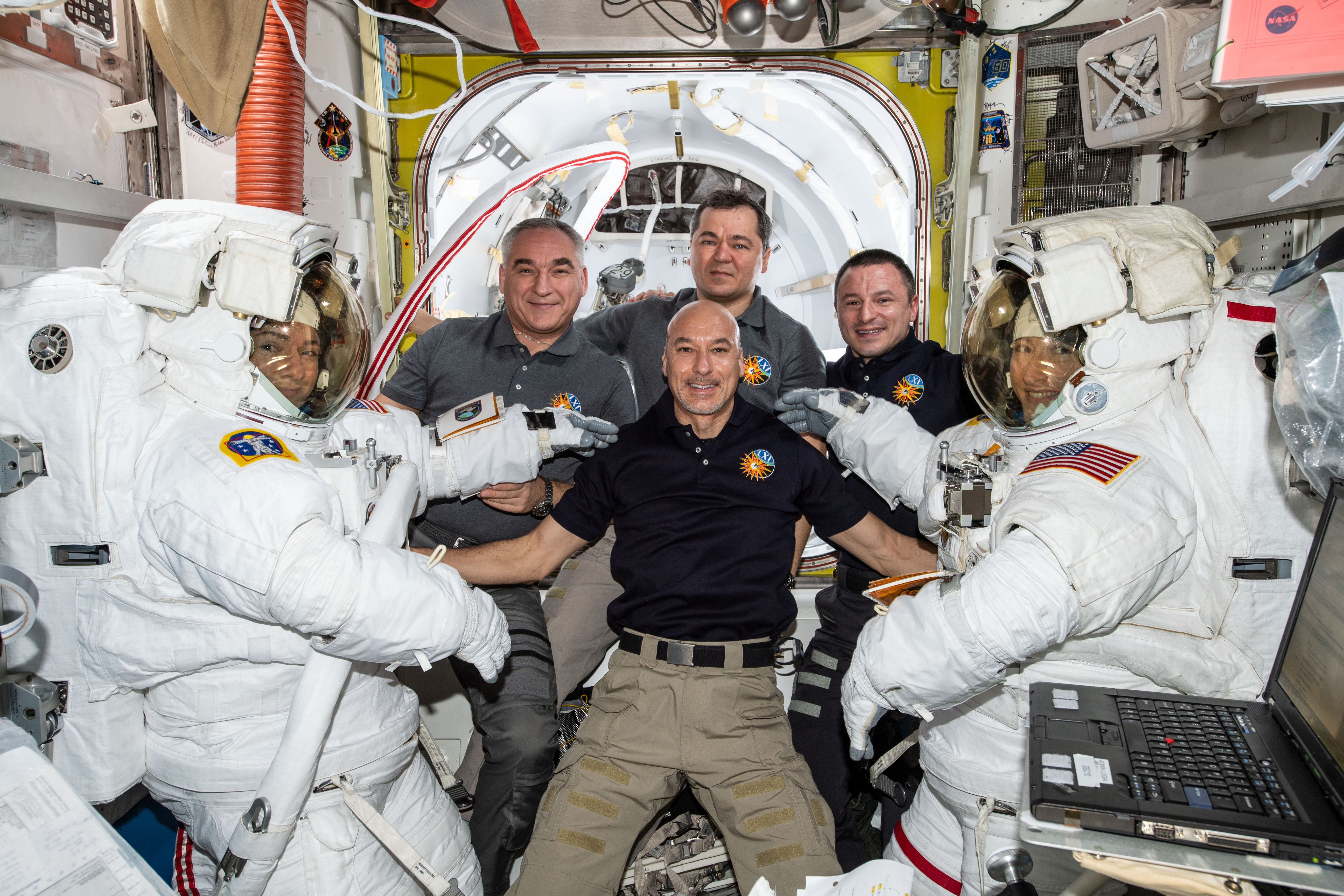
Poco prima di uscire dalla ISS per la prima EVA della storia dell'astronautica svolta da due astronaute

Il 18 ottobre le astronaute Koch e Meir sono uscite dalla ISS per sostituire un Battery Charge Discharge Unit (BCDU) difettoso, un elemento che controlla la quantità di carica/scarica di ogni batteria durante i 16 cicli di luce/ombra giornalieri della ISS. Get Ahead: rimozione dei MLI di altri BCDU, installazione di hardware sul modulo Columbus a supporto dell'installazione futura della piattaforma esterna Bartolomeo e disconnessione di un cavo ethernet. Per le EVA precedenti erano stati spenti 3 dei 24 BCDU presenti a bordo della ISS; alla conclusione dell'EVA 2 erano stati riattivati ma uno dei tre non si è acceso. Il BCDU difettoso, portato sulla ISS nel 2000 dall'STS-97, tornerà sulla Terra a bordo di una delle prossime navicelle cargo Dragon, dove verrà riparato e poi rimandato sulla ISS. È stata la prima attività extraveicolare svolta da due donne in tutta la storia del volo spaziale umano; era la quarta EVA per Koch e la prima per Meir ed è durata 7 ore e 17 minuti. In origine questa EVA doveva essere svolta da Morgan e Meir per continuare la sostituzione delle batterie ma dopo la scorsa EVA si è presentato il problema al BCDU e le EVA successive sono state rinviate a data da destinarsi. IV: Morgan; Operatore robotico: Parmitano; Ground IV: Wilson.

### Unberthing dell'HTV-8

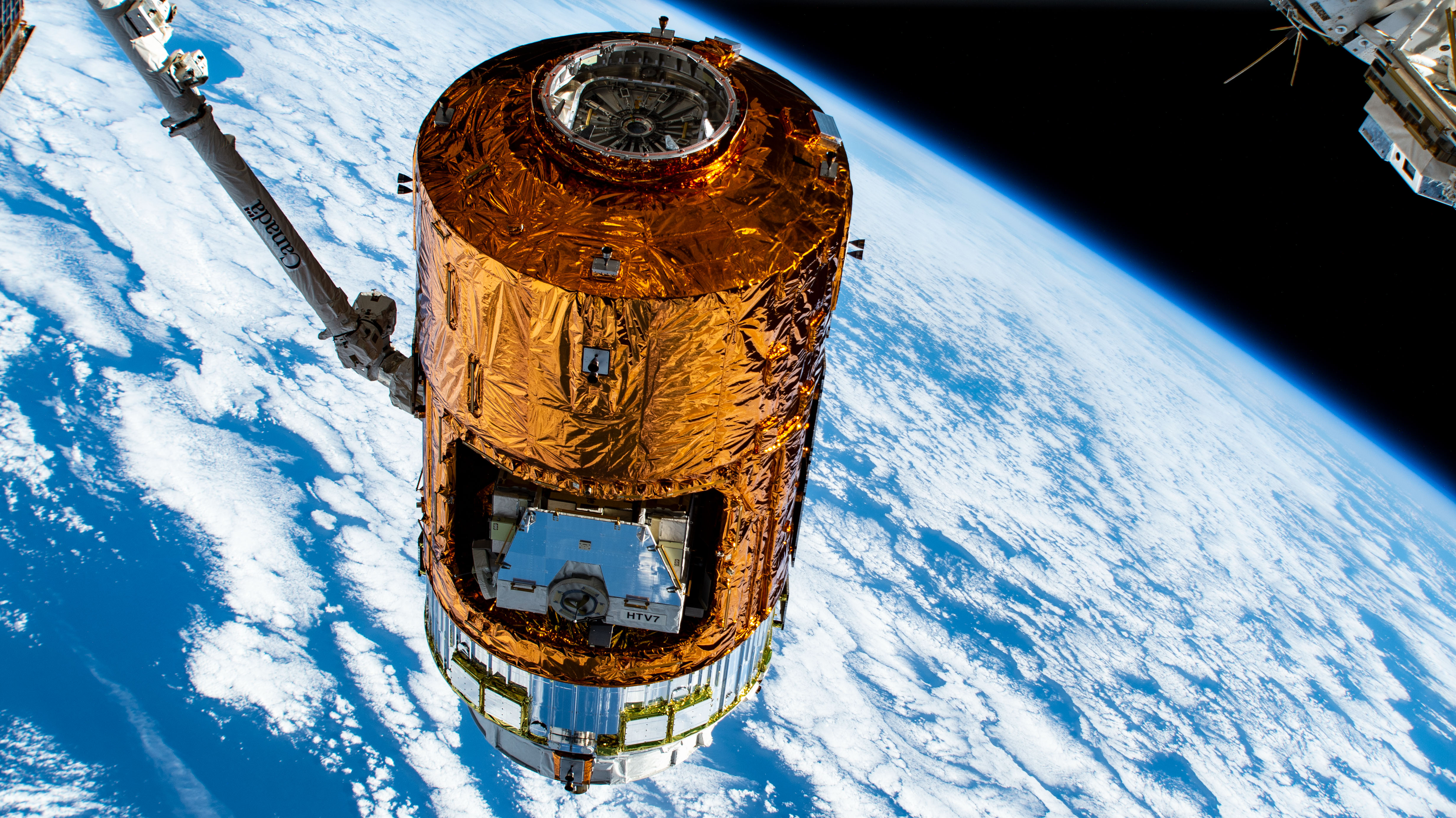
La navicella giapponese HTV-8 poco prima di essere rilasciata

Dopo aver completato la sua missione di 34 giorni agganciata nel boccaporto nadir di Harmony, la navicella HTV-8 carica di rifiuti e batterie esauste è stata separata dalla ISS il 1º novembre dai controllori di volo ROBO a Houston. Questi hanno usato il Canadarm2 per posizionarla nel luogo di rilascio in attesa del comando definitivo dato dalle astronaute NASA Christina Koch e Jessica Meir a bordo del laboratorio orbitale. Al suo arrivo, avvenuto il 28 settembre precedente, aveva consegnato 5300 kg di rifornimenti per l'equipaggio, sia provviste (cibarie, aria, acqua, vestiario, propellente) che hardware (nuove batterie, esperimenti). Due giorni dopo ha eseguito il deorbit burn entrando e disintegrandosi in atmosfera con tutto il suo carico sopra i cieli dell'Oceano pacifico.

### Lancio e berthing della Cygnus NG-12
Il 2 novembre è stata lanciata la prima missione di rifornimento dell'Expedition 61, la navicella Cygnus NG-12 ("S.S. Alan Bean"), a bordo di un lanciatore Antares dal Mid-Atlantic Regional Spaceport. Questa missione è stata nominata in onore dell'astronauta americano Alan Bean che aveva partecipato alle missioni spaziali Apollo 12 e Skylab 3 ed è morto il 26 maggio 2018 all'età di 86 anni. Dopo due giorni di viaggio, la navicella è arrivata nelle vicinanze della Stazione dove è stata catturata con il braccio robotico canadese dall'astronauta Jessica Meir e l'assistenza dell'astronauta Christina Koch. Sebbene i controllori a Terra possano svolgere anche la cattura, oltre che al berthing, questa operazione si preferisce farla svolgere agli astronauti a bordo che hanno un punto d'osservazione reale rispetto a quello attraverso le telecamere usato a Terra, proprio come avviene durante l'uso del Canadarm2 per le attività extraveicolari. Nelle ore successive i controllori hanno manovrato il braccio per il berthing della navicella al boccaporto nadir del modulo Unity dove resterà agganciata fino al 13 gennaio 2020. A seguito della cattura sicura data dall'uso dei 16 fermi del Common Berthing Mechanism, l'equipaggio ha controllato la tenuta di pressione tra la navicella e la Stazione, e poi ha iniziato le procedure di apertura del portellone. Poco prima che ciò accadesse, alcuni membri dell'equipaggio, sia astronauti che cosmonauti, hanno indossato mascherine e occhiali protettivi per sicurezza. Una volta aperto il portellone e utilizzati i dispositivi per l'analisi dell'aria presente all'interno della navicella, l'equipaggio ha potuto iniziare lo scarico del carico e lo stoccaggio nella ISS.

### Riparazione dell'AMS-02

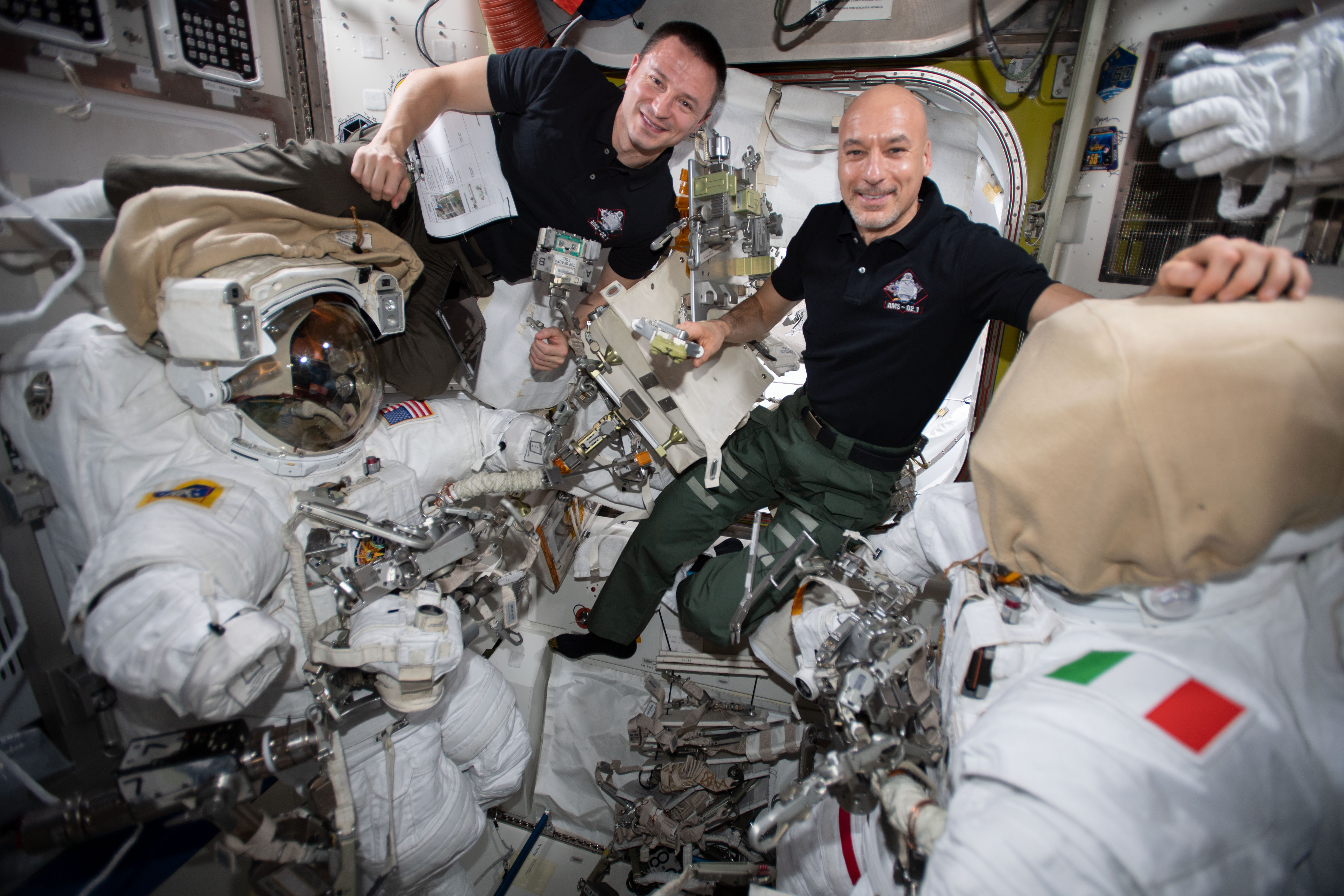
Morgan (sinistra) e Parmitano nell'airlock preparando le tute EMU e gli strumenti in vista delle EVA

Durante l'Expedition 61, l'equipaggio è stato impegnato nella riparazione dell'Alpha Magnetic Spectrometer (AMS-2), uno strumento che analizza i raggi cosmici per trovare nuovi tipi di particelle (antimateria, materia oscura, materia strana). Al momento del lancio dello strumento, avvenuto nel 2011 durante la missione STS-134, era previsto che la sua vita utile fosse di tre anni ma, avendo fatto numerose scoperte scientifiche importanti, la NASA su richiesta degli scienziati nel 2015 ha iniziato a studiare le procedure da attuare per svolgere la riparazione dei sistemi che in futuro avrebbero smesso di funzionare in modo da prolungarne la vita operativa. Com'era previsto, i primi malfunzionamenti sono iniziati ad aprile 2017, quando la prima delle quattro pompe del sistema di raffreddamento dell'AMS ha smesso di funzionare. Al 2019, solo una di queste quattro pompe è parzialmente funzionante. L'obiettivo di queste attività extraveicolari è quello di bypassare il vecchio sistema di raffreddamento ormai difettoso, tagliandone i tubi e collegandoli ad uno nuovo sistema posizionato all'esterno dell'AMS, il Upgrated Tracker Thermal Pump System (UTTPS). Non essendo l'AMS stato costruito per essere riparato in orbita, queste EVA sono considerate tra le più complesse e delicate dalla riparazione del telescopio Hubble compiuto durante l'era Shuttle. Tra le difficoltà e i pericoli che gli astronauti EVA corrono ci sono la presenza di bordi affilati dei tubi tagliati che potrebbero danneggiare le tute, l'assenza di corrimani o punti su cui aggrapparsi durante le attività, i bulloni dell'AMS non erano stati progettati per essere rimossi nello spazio e i tubi del sistema di raffreddamento non potevano essere depressurizzati se non con la presenza dell'equipaggio EVA nelle vicinanze. Gli astronauti che svolgeranno le attività extraveicolari sono Luca Parmitano (EV1, strisce rosse, camera #11) e Andrew Morgan (EV2, strisce bianche, camera #18). A Terra negli anni precedenti alla missione si sono addestrati decine di ore alle procedure e agli strumenti usati per la riparazione dell'AMS, sia nell'NBL, sia con il dispositivo ARGOS che con la realtà virtuale. Le altre persone direttamente coinvolte nelle EVA sono gli astronauti Koch come responsabile di vestizione/svestizione dell'equipaggio EV e dell'airlock (IV), Meir come operatore robotico e Jeremy Hansen come IV Ground (CAPCOM per l'EVA).

#### EVA 4 (USOS 59)

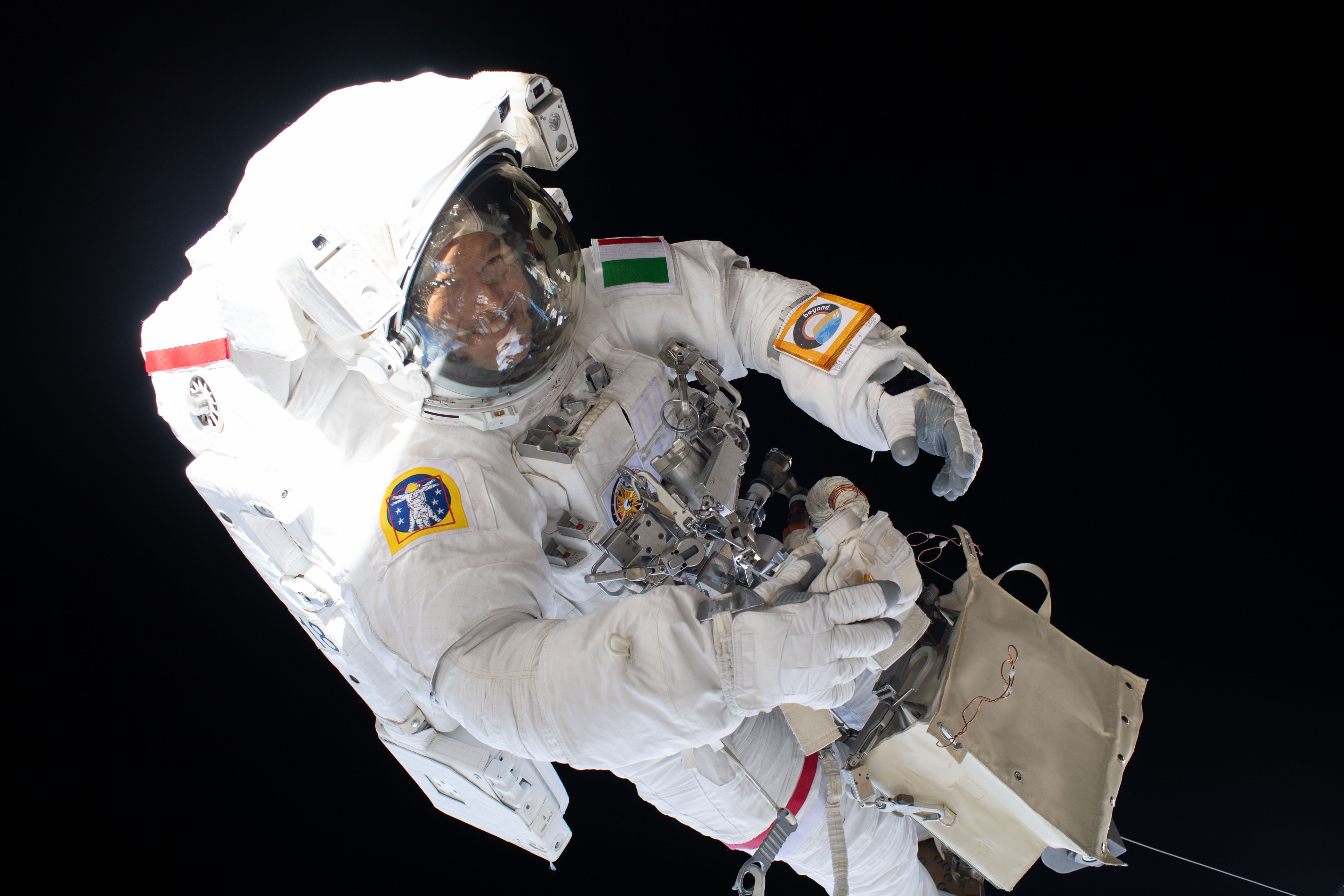
Parmitano agganciato al Canadarm2

Le attività di riparazione dell'AMS sono iniziate il 15 novembre quando gli astronauti Parmitano e Morgan sono usciti per la prima delle quattro EVA previste. Dopo essere usciti dall'airlock, i due astronauti si sono separati Parmitano usando il Articulating Portable Foot Restraint (APFR) ha volato sul Canadarm2 manovrato dall'astronauta Meir con l'assistenza di Koch dalla Robotic Work Station di Destiny, mentre Morgan ha fatto diversi viaggi lungo i corrimani esterni ai moduli dall'airlock all'ELC2 situato vicino all'AMS per portare le attrezzature che sono state usate durante le EVA di riparazione. Una volta che entrambi gli astronauti sono arrivati al luogo di lavoro, Parmitano ha installato un corrimano sulla copertura anti-detriti dell'AMS per poterla gestire meglio una volta che fosse stata separata dal resto dell'AMS. Ha poi iniziato il lungo lavoro di svitamento degli otto punti di aggancio, composti da 13 viti e bulloni, che tenevano in posizione la copertura anti-detriti. Essendo la copertura troppo grande per entrare nella ISS attraverso l'airlock, una volta sganciata Morgan ha provveduto a gettarla nello spazio, dove nei prossimi mesi rientrerà in atmosfera distruggendosi al rientro. Sono stati poi installati altri tre corrimani nel luogo di lavoro che sarebbero stati d'aiuto durante le attività delle EVA seguenti. Non essendo sorti imprevisti nelle attività principali, gli astronauti hanno avuto il tempo di svolgere delle attività assegnate all'EVA 5 (Get ahead), tra cui la rimozione della copertura termica della trave di supporto degli otto tubi del sistema di raffreddamento, rimozione di alcune fascette, svitamento dei bulloni della trave di supporto e rimozione dei distanziatori tra i tubi. L'EVA è durata 6 ore e 39 minuti ed è stata la terza EVA di Parmitano e la quarta di Morgan. È stata inoltre la prima EVA che ha visto un astronauta europeo ricoprire la posizione EV1 in un'EVA.

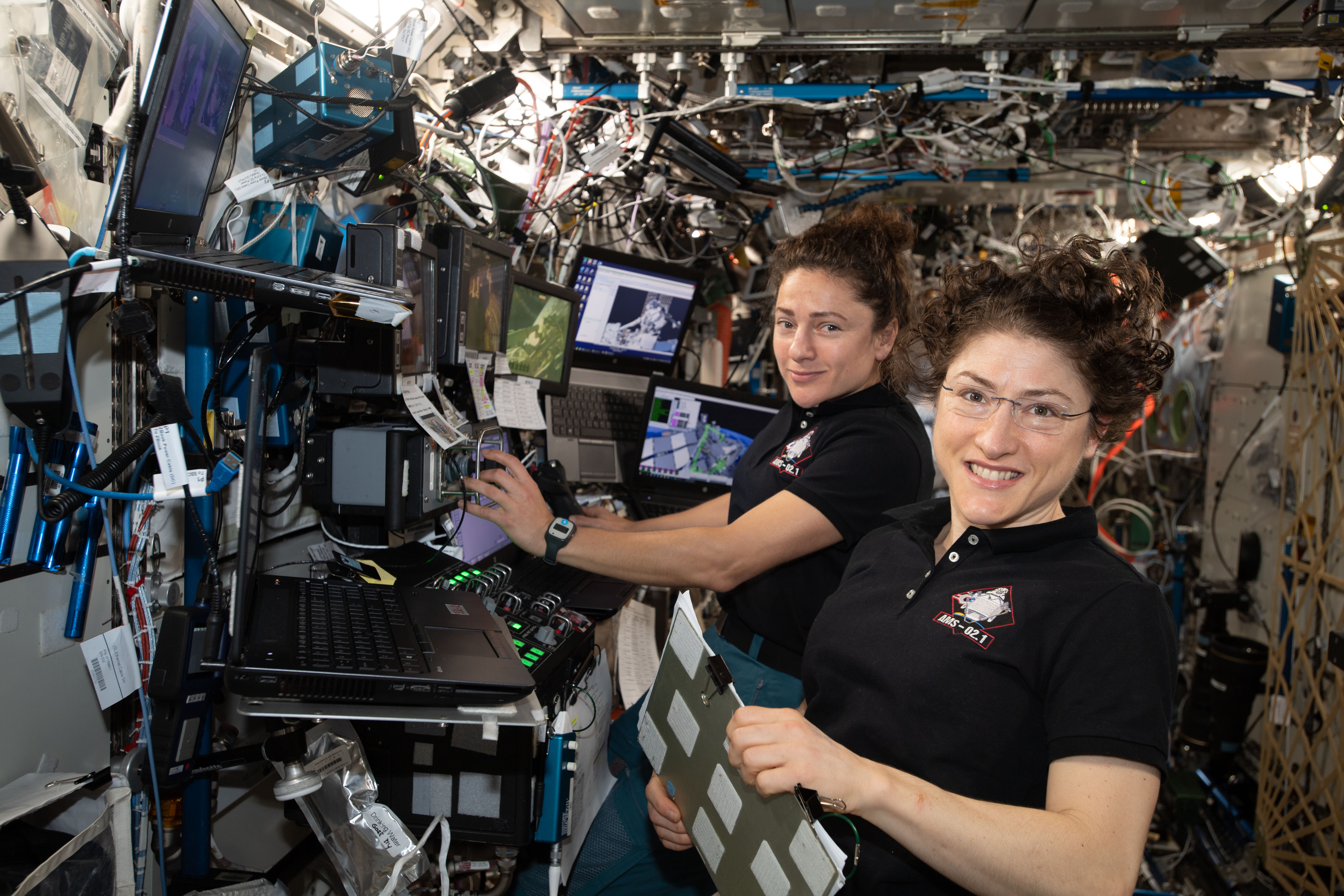
Le astronauta Meir e Christina Koch ai comandi del Robotic Work Station del braccio robotico Canadarm2 nel modulo Destiny

#### EVA 5 (USOS 60)
Il 22 novembre Parmitano e Morgan sono usciti per la seconda EVA di riparazione dell'AMS, il cui obiettivo principale era collegare il dispositivo Mechanical Attachment Device (MAD), tagliare ed etichettare i tubi in acciaio inossidabile del vecchio sistema di raffreddamento all'AMS. Come è successo nell'EVA 4, l'astronauta NASA Jessica Meir ha manovrato il braccio robotico per trasportare Parmitano al sito di lavoro all'AMS, mentre Morgan ha seguito la via lungo i corrimani dei moduli e del Truss. Arrivato all'AMS, Parmitano ha usato una forbice speciale per tagliare le fascette che tenevano uniti i cavi elettrici all'interno dell'AMS. Lo svolgimento di questa attività è risultato più facile del previsto e Parmitano è passato velocemente a separare il fascio di cavi e chiuderne l'estremità, collegare due nuovi cavi che serviranno nelle prossime EVA per alimentare l'AMS direttamente dalla ISS e installare il dispositivo MAD a cui è stato collegato il nuovo sistema di raffreddamento, il Upgrated Tracker Thermal Pump System (UTTPS), nell'EVA successiva. Sono poi passati all'attività principale e più delicata di questa EVA, il taglio dei tubi del sistema di raffreddamento, che ha impedito il funzionamento dell'AMS fino al completamento delle EVA ad esso dedicate. Parmitano ha iniziato a tagliare il tubo del refrigerante CO2 per permettergli di disperdersi nello spazio; questo processo stava impiegando più tempo del previsto e gli è stato consigliato di fare un altro taglio, ciò ha permesso di completare la depressurizzazione in dieci minuti circa. Svolto ciò, l'EV1 ha potuto tagliare i sei tubi verticali e mettere altrettanti cappuccetti numerati alle estremità di essi, per impedire che i bordi affilati potessero inavvertitamente causare danni ai guanti delle EMU degli astronauti. L'EV1 è stato poi spostato con il Canadarm2 sul lato nadir dell'AMS dove ha aperto la copertura termica (Multi-Layer Insulation; MLI) per avere accesso ad altri due tubi che ha provveduto a tagliare e incappucciare, completando le attività previste. Alla conclusione dell'EVA, una volta che gli astronauti erano già all'interno della ISS, il CAPCOM Jeremy Hansen del Centro di controllo missione ha riferito a Koch (responsabile della vestizione e svestizione degli astronauti EVA con l'assistenza del cosmonauta Oleg Skripočka) che la temperatura interna della tuta di Parmitano aveva raggiunto i 38 °C e di provvedere all'abbassamento manualmente; poco dopo ha riferito che i controllori avevano riscontrato lo stesso problema nella tuta di Morgan e di eseguire alla stessa procedura.

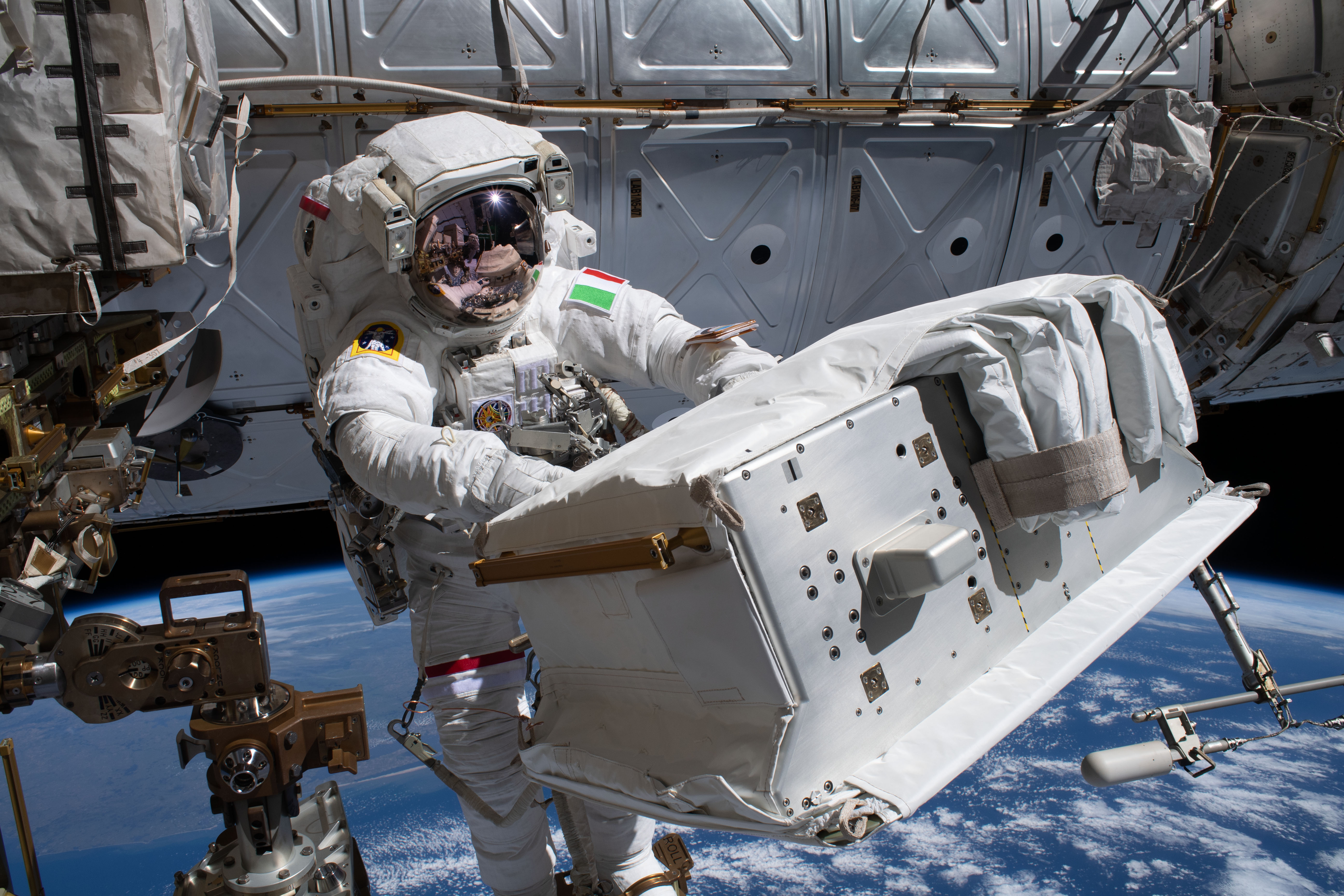
Parmitano durante l'EVA 6 con il nuovo sistema di raffreddamento UTTPS

#### EVA 6 (USOS 61)
Parmitano e Morgan hanno svolto la penultima EVA di riparazione il 2 dicembre, il cui obiettivo era l'installazione del nuovo sistema di raffreddamento, l'UTTPS. Nel dettaglio, gli astronauti hanno collegato i cavi di alimentazione e dati, eseguiti dei tagli puliti per ogni tubo in acciaio inossidabile del sistema di raffreddamento già esistente e, con la tecnica della lavorazione dei metalli swaging, collegati al nuovo UTTPS. Essendo avanzato del tempo, sono state svolte delle attività aggiuntive, l'installazione della copertura isolante sul lato nadir dell'AMS per sostituire la copertura isolante e la copertura anti-detriti rimosse durante la prima EVA di riparazione. Il Centro di controllo missione a Houston ha avviato l'accensione del sistema e ha confermato di star ricevendo alimentazione e dati. Durante la svestizione di Parmitano al rientro della ISS, l'astronauta Koch ha notato la presenza di circa 10 ml di acqua nel connettore tra la tuta EMU e il Liquid Cooling and Ventilation Garment, che però non ha causato problemi. L'ultima EVA di riparazione dell'AMS per il controllo delle perdite verrà svolta a metà gennaio 2020 sempre da Parmitano e da Morgan.

#### EVA 9 (USOS 64)
Il 25 gennaio 2020 Morgan (EV1, strisce rosse; camera #20) e Parmitano (EV2; #18) hanno svolto l'ultima EVA dell'Expedition 61 durante la quale hanno completato la riparazione dell'AMS. Una volta arrivati al sito di lavoro, gli astronauti hanno controllato che tutti gli otto tubi tagliati nelle precedenti EVA dell'AMS non presentassero perdite. Solo uno dei tubi presentava una perdita e ha avuto bisogno di essere stretto maggiormente. Nel caso non fossero riusciti a risolvere la perdita stringendo meglio l'estremità del tubo, sarebbero passati all'installazione un ponte per saltare la zona danneggiata. Dopo averlo stretto un'altra volta e averlo controllato mezz'ora dopo, Parmitano ha dichiarato il tubo privo di perdite potendo così continuare le attività previste per l'EVA. Tra queste attività era presente l'attivazione della valvola per permettere la pressurizzazione del sistema e quindi l'attivazione dell'AMS. I primi controlli eseguiti da terra hanno mostrato un corretto funzionamento dell'AMS. Nei giorni successivi gli specialisti a terra hanno riempito nuovamente il sistema di raffreddamento con l'anidride carbonica per consentire al sistema di stabilizzarsi e di accendere le pompe per verificarne le prestazioni. Il nuovo sistema di raffreddamento dovrebbe supportare l'AMS per il resto della vita operativa della Stazione, al 2020 prevista fino al 2024. Prima di tornare all'interno della Stazione, gli astronauti hanno sostituito i filtri delle lenti di due telecamere ad alta definizione. Questa è stata la nona EVA per l'Expedition 61, superando il record per numero di EVA svolte dall'equipaggio di una singola Expedition.

### Undocking della Progress MS-12
Dopo poco più di 4 mesi di permanenza sulla ISS, la navicella cargo russa Progress MS-12 riempita di spazzatura è stata sganciata dal modulo Pirs dai controllori del Centro di controllo a Mosca il 29 novembre. Nelle ore successiva è stata deorbitata bruciando al rientro in atmosfera sopra i cieli dell'Oceano pacifico. Al suo posto nelle settimane successive sono state lanciate due navicelle cargo, l'americana Dragon SpX-19 e la russa Progress MS-13.

### Lancio e berthing della Dragon SpX-19

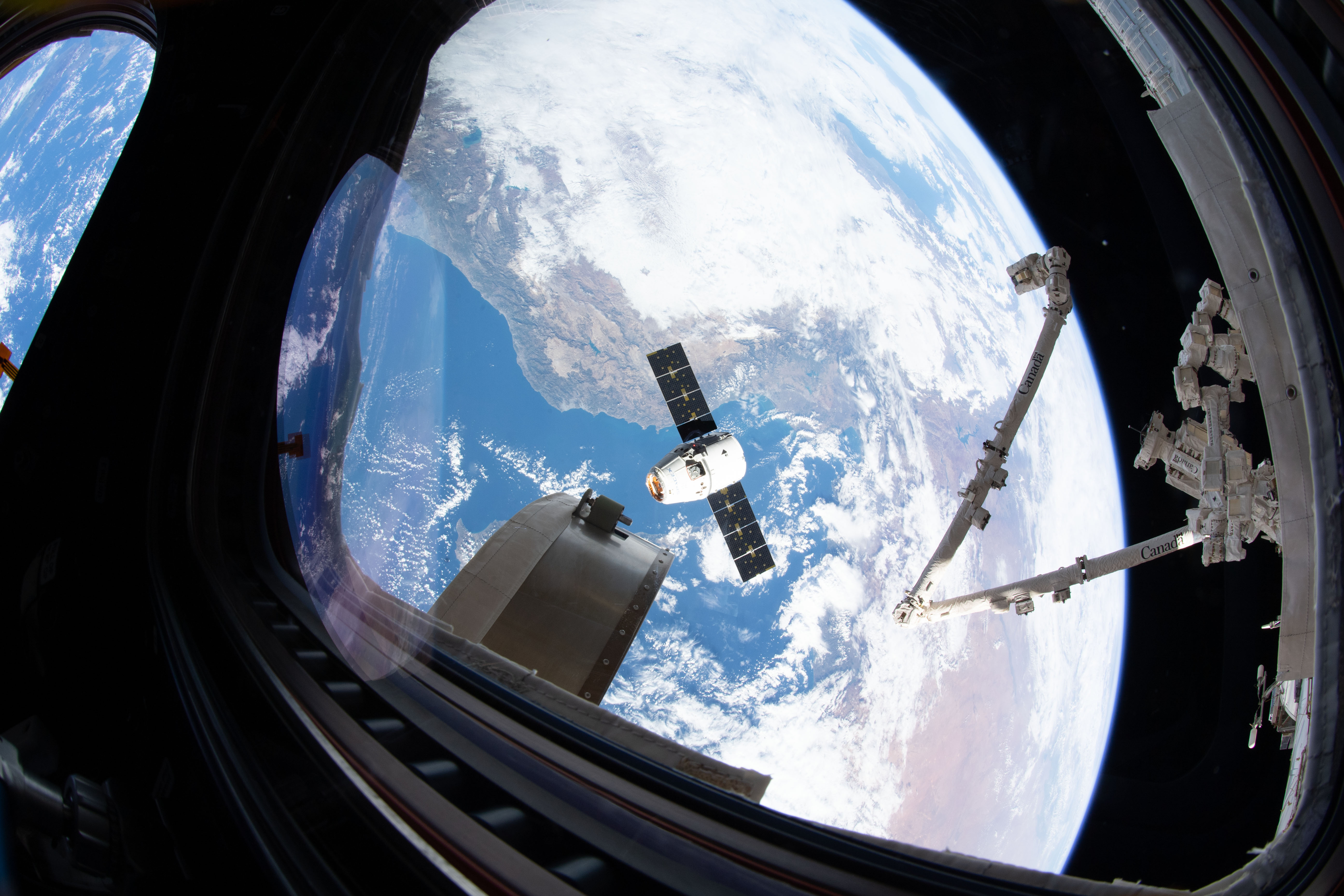
La Dragon SpX-19 e il Canadarm2 prima della cattura

Dopo essere stato rimandato di un giorno per venti ad alta quota troppo forti, la navicella Dragon SpX-19 è stata lanciata dal Complesso di lancio 40 di Cape Canaveral il 5 dicembre. Il suo viaggio verso la ISS è durato tre giorni, dove ad attenderla nella Cupola ai comandi del Canadarm2 c'erano gli astronauti Parmitano e Morgan. Quando la navicella ha raggiunto il punto di cattura, Parmitano ha esteso il braccio per catturare la navicella al grapple fixture di Dragon. Durante le due ore successive, i controllori ROBO a Terra hanno manovrato il braccio robotico per effettuare un berthing del veicolo spaziale appena arrivato al boccaporto nadir del modulo Harmony del Segmento americano. Dopo aver svolto le procedure di controllo di tenuta tra la ISS e la navicella, gli astronauti hanno potuto aprire i portelli tra i due veicoli e scaricare il carico. La navicella ha consegnato alla Stazione 2600 kg (di cui 1600 nel vano pressurizzato) di equipaggiamento e provviste per l'equipaggio e per la ISS, e 38 esperimenti scientifici. Di questi ultimi i più importanti sono Confined Combustion, Malting ABI Voyager Barley Seeds in Microgravity, AzTechSat-1, Rodent Research-19 nel vano pressurizzato; Hyperspectral Imager Suite (HISUI), Robotic Tool Stowage (RiTS) nel vano depressurizzato. Il veicolo spaziale è rimasto agganciato alla ISS per un mese, fino al 6 gennaio 2020.

### Lancio e docking della Progress MS-13
Il 5 dicembre è stata lanciata dal Cosmodromo di Bajkonur l'ultima missione di rifornimento dell'Expedition 61, la navicella russa Progress MS-13. Il veicolo spaziale ha dovuto utilizzare un insolito profilo di volo lungo di tre giorni, a causa dello slittamento della data per non interferire con l'arrivo di Dragon SpX-19 e per il problema riscontrato alla navicella pochi giorni prima del lancio. Il 9 dicembre ha eseguito il docking autonomamente al modulo Pirs sotto la supervisione del cosmonauta Skvorcov, che, nel caso fossero sorti dei problemi durante la procedura di docking, avrebbe pilotato la navicella con il sistema a distanza TORU dalla postazione situata nel modulo Zvezda. La navicella conteneva circa 2500 kg di carico, di cui 650 kg di propellente, 50 kg di ossigeno, 420 kg d'acqua e 1300 kg di provviste per l'equipaggio e esperimenti scientifici. La Progress MS-13 rimarrà agganciata alla Stazione per più di sette mesi, durante i quali verrà usata per innalzare l'orbita della ISS in vista di arrivi o partenze di veicoli spaziali.

### Missione Boe-OFT

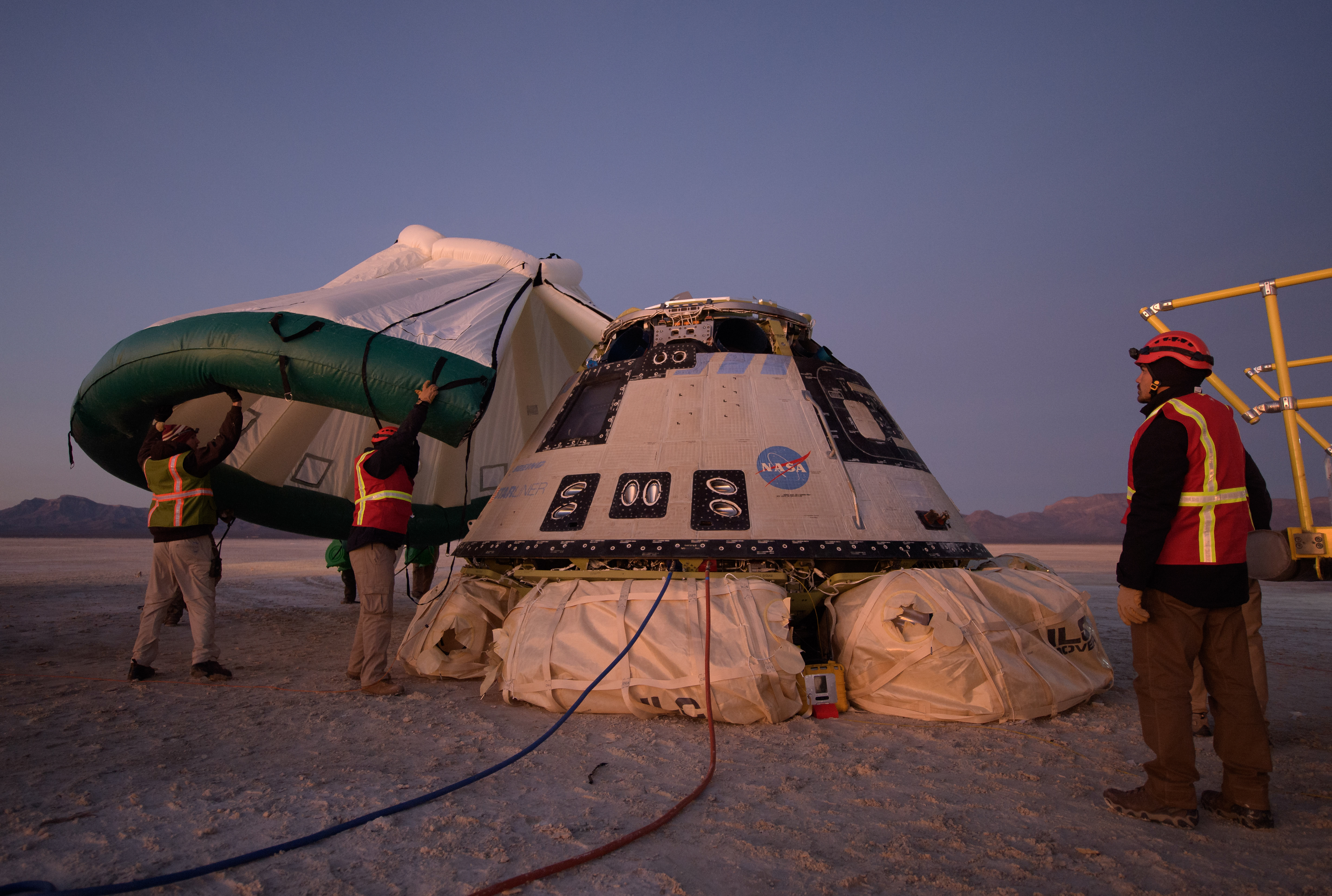
La Starliner poco dopo essere atterrata

Il 20 dicembre la nuova capsula CST-100 Starliner senza equipaggio (Boe-OFT) è stata lanciata per la prima volta a bordo di un Atlas V da Cape Canaveral. Gli obiettivi della missione erano dimostrare il corretto funzionamento in orbita dei numerosi sistemi a bordo, tra cui i sistemi di avionica, di Rendezvous, di docking, di comunicazione/telemetria, di controllo ambientale, elettrici, di propulsione e di navigazione. Per come era stato progettato il profilo di volo, per non raggiungere G troppo elevati durante l'ascesa e avere la possibilità di interrompere la missione in caso di imprevisti, il secondo stadio dell'Atlas V si è separato dalla navicella quando si trovava ancora in un'orbita suborbitale. A quel punto la Starliner avrebbe dovuto accendere i suoi propulsori principali e portarsi all'orbita corretta ma ciò non è accaduto. Successivamente, gli specialisti si sono accorti che l'orologio di bordo della navicella non era sincronizzato correttamente ed aveva avviato l'accensione dei propulsori delle manovre orbitali per eseguire le attività previste nelle fasi di volo successive a quella in cui si trovava. Quando i controllori di volo si sono resi conto del problema hanno provato a inviare dei comandi alla navicella ma essa in quel momento si trovata in una posizione non favorevole alle comunicazioni con i TDRS. Poco dopo sono riusciti a comunicare ma la navicella aveva già consumato il 25% del carburante presente a bordo. Dopo averne discusso, la NASA e Boeing hanno deciso di rinunciare al docking con la ISS ma di portare comunque la navicella in orbita stabile così da testare il maggior numero di sistemi durante le 48 ore di missione. Dopo poco più di due giorni di missione, la navicella ha eseguito correttamente il distacco dei moduli, il deorbit burn e il rientro in atmosfera, atterrando alle 12:58 UTC di domenica 22 nella base White Sands, Nuovo Messico. Nel gennaio 2020, durante la conferenza Aerospace Safety Advisory Panel della NASA, è stato riferito che durante la missione della Starliner si era presentata un'altra anomalia a livello di software che, se non fosse stata corretta poche ore prima del rientro, avrebbe compromesso il corretto atterraggio della navicella. All'inizio del 2020 non si sa ancora se la missione Boe-OFT verrà ripetuta per testare meglio la navicella e che ritardi causerà alla ripresa dei lanci spaziali con equipaggio dal suolo americano.

### Unberthing della Dragon SpX-19
Dopo un mese di permanenza a bordo, la navicella Dragon ha lasciato la Stazione Spaziale. Il 7 gennaio 2020 i controllori a Houston hanno effettuato l'unberthing della navicella dal segmento statunitense e l'hanno posizionata con il braccio robotico nella posizione di rilascio poco lontano dall'avamposto orbitale, prima di rilasciala. Dopo essersi allontanata di qualche metro, la navicella ha usato i suoi propulsori per aumentare velocemente la sua distanza con la ISS. Durante le operazioni di unberthing e rilascio era Parmitano l'astronauta responsabile del monitoraggio dei sistemi della navicella. La Dragon è ammarata alle 15:42 UTC nell'Oceano Pacifico a sud-ovest di Long Beach in California. Tra il carico che la Dragon ha riportato a Terra era presente il BCDU difettoso sostituito dalle astronaute Koch e Meir durante la prima EVA femminile (EVA 3/USOS 58) avvenuta il 18 ottobre 2019 che sarà riparato e rilanciato sulla ISS nei prossimi anni.

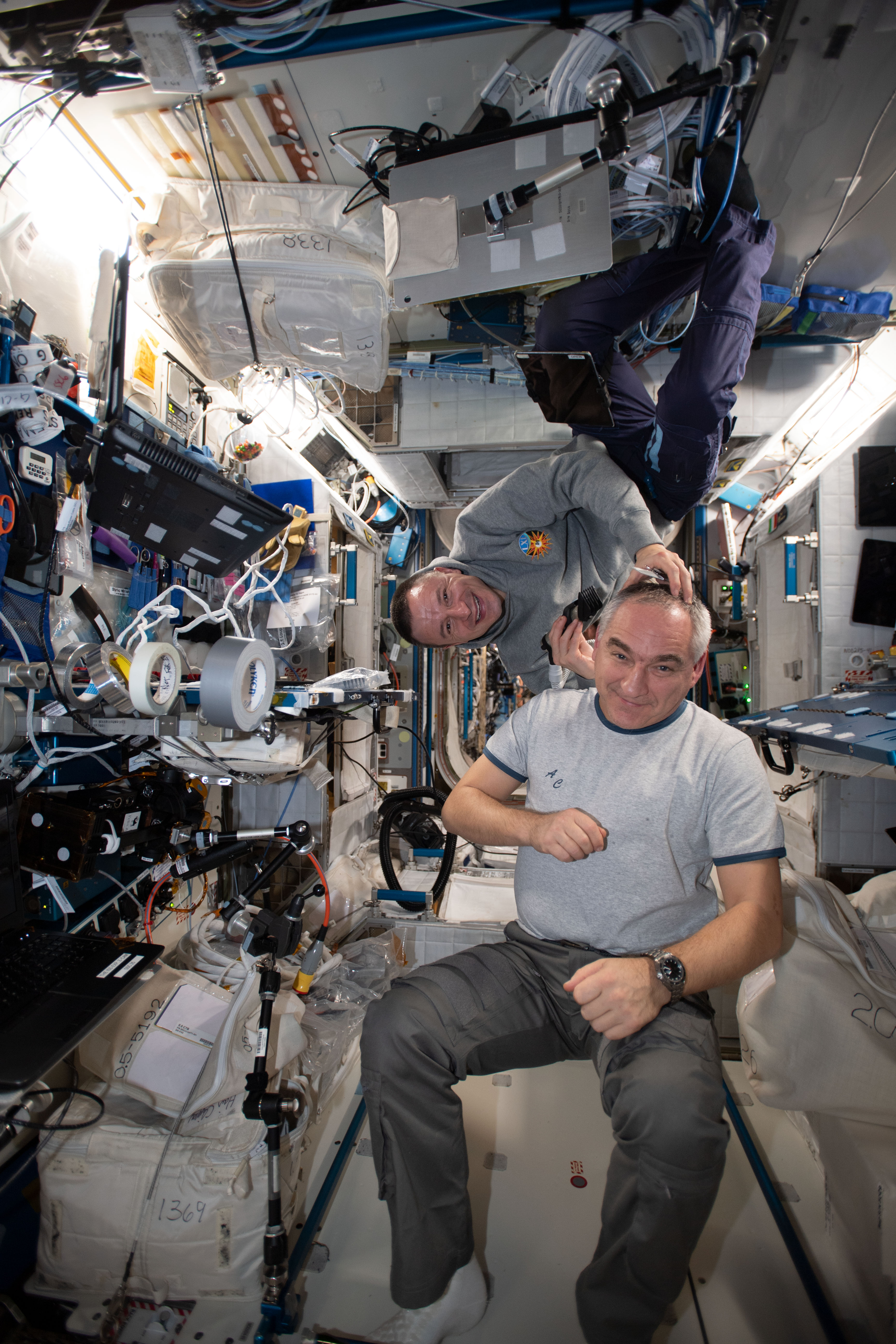
Morgan (sopra) taglia i capelli a Skvortsov

### EVA 7 (USOS 62)
Il 15 gennaio si è svolta la quarta delle cinque EVA programmate per la sostituzione delle batterie del segmento P6 della ISS. Ad occuparsene sono state le astronaute NASA Meir (EV1, strisce rosse; camera #11) e Koch (EV2; camera #18) che, con la loro tuta pressurizzata EMU, sono uscite dalla ISS per 7 ore e 20 minuti. Durante l'EVA hanno rimosso quattro batterie NiH e installato due batterie nuove Li-ion e una piastra-adattatore. All'inizio dell'EVA sono sorti dei problemi alla copertura del casco (dove sono installate le luci e le telecamere) dell'astronauta Koch. Houston ha quindi deciso di far riportare il casco all'airlock per non perderlo e di continuare le attività durante il periodo notturno con il solo ausilio delle luci della tuta dell'astronauta Meir. IV: Parmitano; Operatore robotico: Morgan; CAPCOM: Wilson.

### EVA 8 (USOS 63)
Le astronaute Meir (EV1, strisce rosse; Camera #11) e Koch (EV2; #18) sono uscite nuovamente dalla Stazione il 20 gennaio per concludere la sostituzione delle batterie del segmento P6 iniziata nell'ottobre 2019. In particolare, in quest'EVA hanno rimosso due batterie NiH e installata una batteria Li-ion. Durante le cinque EVA usate per la manutenzione del sistema elettrico del Segmento P6 sono state sostituite 12 batterie NiH con 6 batterie Li-ion. Le vecchie batterie NiH sono state stoccate all'esterno della Stazione in attesa dell'arrivo della navicella cargo giapponese HTV-9 prevvisto per la fine del 2020. Alla conclusione di questa EVA Koch, con 42 ore e 15 minuti all'esterno della Stazione, si è posizionata al terzo posto dietro Peggy Whitson e Sunita Williams per tempo complessivo in EVA per un'astronauta e 21º posto nella classifica generale. IV: Morgan; Operatore robotico: Parmitano; CAPCOM: Wilson.

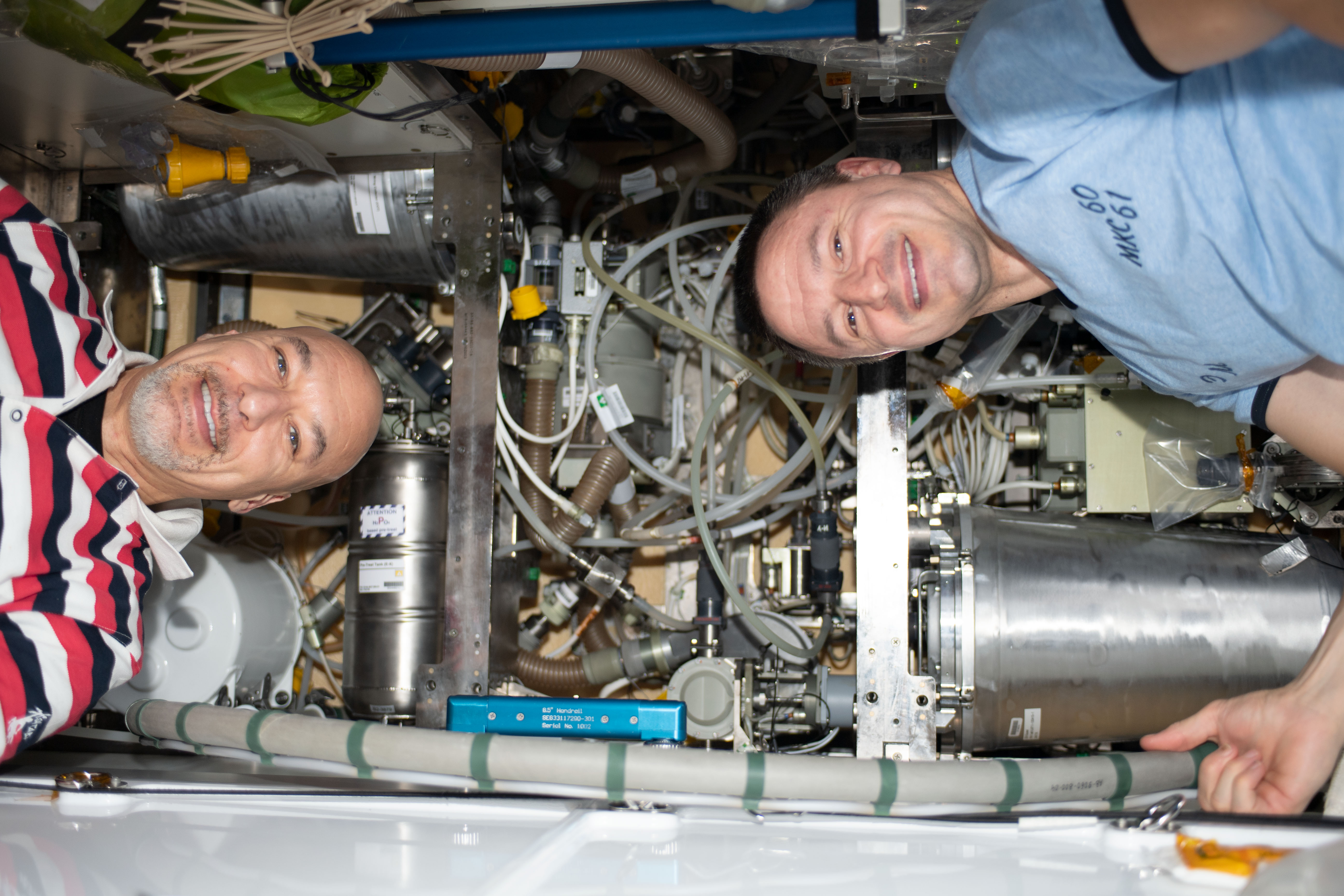
Parmitano (sinistra) e Morgan riparano la toilette

### Unberthing della Cygnus NG-12
Pochi giorni prima della conclusione dell'Expedition 61, il 31 gennaio, l'equipaggio si è occupato di supervisionare la partenza della navicella cargo americana Cygnus NG-12. Gli astronauti Morgan e Meir hanno controllato il corretto funzionamento dei sistemi della Cygnus mentre i controllori a terra hanno inviato il comando di rilascio da remoto.
Nei giorni precedenti all'unberthing Meir aveva installato nel portellone della navicella il dispositivo SlingShot che permette il rilascio autonomo di otto piccoli satelliti una volta allontanata dalla Stazione. Durante le operazioni di rilascio la navicella ha dimostrato il possibile utilizzo di una nuova posizione di rilascio che ha permesso un allontanamento più facile dal Canadarm2 e l'utilizzo del primo rilascio controllato da terra. La missione Cygnus NG-12 si concluderà ufficialmente alla fine di febbraio, quando eseguirà un rientro distruttivo in atmosfera.

### Cambio di comando Parmitano – Skripočka
Il 5 febbraio il comandante dell'Expedition 61 Parmitano ha passato il comando della Stazione al cosmonauta Skripočka per l'Expedition 62. L'Expedition 61 si è conclusa ufficialmente il giorno successivo alle 05:50 UTC al momento dell'undocking della Sojuz MS-13 con a bordo Skvorcov, Parmitano e Koch. La Sojuz MS-13 è atterrata senza problemi quattro ore dopo a sud-est della città kazaka Zhezkazgan dopo 200 giorni di missione. Morgan, che era partito con la Sojuz MS-13, è tornato sulla Terra a bordo della Sojuz MS-15 il 17 aprile 2020. L'Expedition 62 era composta da soli tre membri a causa dei ritardi dei veicoli commerciali americani Dragon 2 e CST-100 Starliner.

## Esperimenti
I principali esperimenti svolti settimana per settimana durante la missione:
30 settembre 2019 Archiviato il 22 ottobre 2020 in Internet Archive., 7 ottobre Archiviato il 15 ottobre 2019 in Internet Archive.,
14 ottobre Archiviato il 22 ottobre 2020 in Internet Archive., 21 ottobre Archiviato il 22 ottobre 2020 in Internet Archive., 
28 ottobre Archiviato il 22 ottobre 2020 in Internet Archive., 4 novembre Archiviato il 22 ottobre 2020 in Internet Archive., 11 novembre Archiviato il 22 ottobre 2020 in Internet Archive., https://www.nasa.gov/mission_pages/station/research/news/SSSH_18nov19/, 25 novembre Archiviato il 14 agosto 2020 in Internet Archive., 2 dicembre Archiviato il 15 agosto 2020 in Internet Archive., 9 dicembre Archiviato il 22 ottobre 2020 in Internet Archive., 16 dicembre Archiviato l'8 agosto 2020 in Internet Archive., https://www.nasa.gov/mission_pages/station/research/news/SSSH_30dec19/, https://www.nasa.gov/mission_pages/station/research/news/SSSH_06jan20, 13 gennaio Archiviato il 22 ottobre 2020 in Internet Archive., 20 gennaio Archiviato il 22 ottobre 2020 in Internet Archive., 27 gennaio Archiviato il 12 luglio 2021 in Internet Archive., https://www.nasa.gov/mission_pages/station/research/news/SSSH_03feb20; Cygnus NG-12 Archiviato il 4 novembre 2019 in Internet Archive., Cygnus NG-13 Archiviato l'8 febbraio 2020 in Internet Archive.;

### Analog-1
Le future missioni sulla Luna, Marte e altri corpi celesti potrebbero coinvolgere rover per analizzare i pianeti inesplorati prima di inviare esseri umani. Analog-1, parte di un'iniziativa dell'Agenzia Spaziale Europea, testa le comunicazioni, le operazioni e le strategie di controllo dei robot. Studi precedenti hanno dimostrato che gli esseri umani sperimentano un degradamento delle funzioni sensomotorie in microgravità che potrebbero influenzare le loro abilità di pilotare un robot. La Stazione Spaziale permette di indagare su questi problemi in un ambiente di microgravità reale, facendo manovrare un rover situato sulla Terra dai membri dell'equipaggio a bordo. Le azioni compiute dall'equipaggio includono la selezione, la raccolta e lo stoccaggio di campioni geologici con un braccio robotico multiuso e la navigazione del rover lungo un percorso definito. È stato lanciato a bordo della navicella Cygnus NG-12 il 2 novembre 2019.

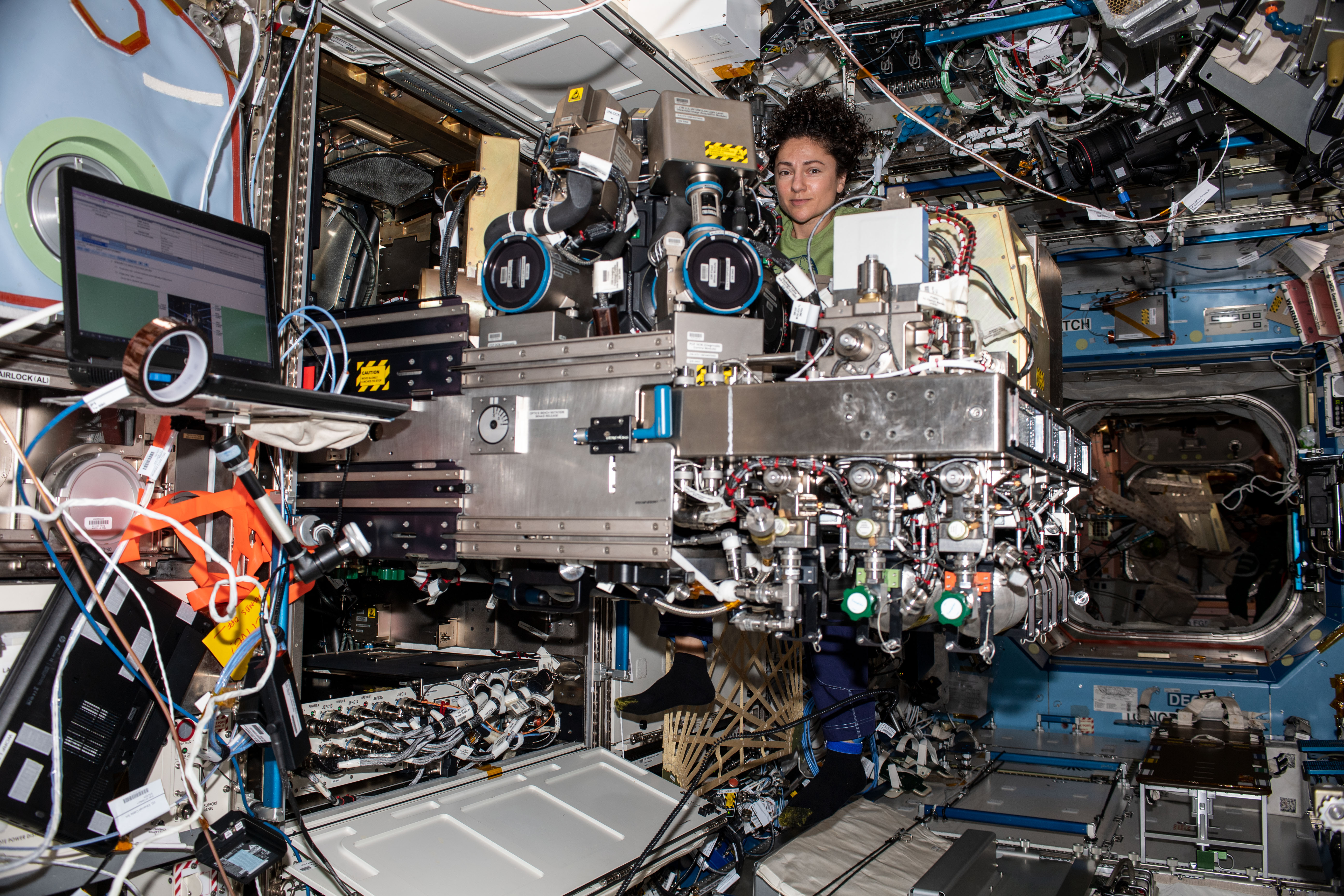
Meir lavora al Combustion Integrated Rack nel modulo Destiny

### AstroRad Vest
Gli astronauti hanno bisogno di protezione dall'esposizione alle radiazioni, anche nei viaggi spaziali relativamente vicini verso la Luna e Marte. Eventi imprevedibili di particelle solari, ad esempio, potrebbero fornire, in poche ore, una dose di radiazioni abbastanza alta da causare gravi problemi di salute. L'indagine AstroRad Vest testa un indumento che protegge organi, tessuti e concentrazioni di cellule staminali sensibili alle radiazioni, che potrebbe ridurre il rischio. Gli astronauti indossano l'indumento durante le attività quotidiane e forniscono un feedback sulla facilità nell'indossarlo, come si adatta al corpo e l'insieme dei movimenti che permette di compiere. È stato lanciato a bordo della navicella Cygnus NG-12 il 2 novembre 2019.

### CASIS PCG 19
Monoclonal Antibody Stability in Microgravity-Formulation Study (CASIS PCG 19) esamina la stabilità delle formulazioni di anticorpi monoclonali in microgravità. Queste formulazioni si degradano nel tempo e talvolta devono essere scartate, aumentando i costi e limitando le parti del mondo in cui i pazienti possono trarne beneficio. Lo stoccaggio di formulazioni in microgravità può rivelare i processi che portano alla degradazione e, in ultima analisi, ai metodi per rallentarla.

### CraigX Flight Test Platform
NanoRacks-Craig-X FTP è una piattaforma per diverse studi, tra cui una collaborazione tra Automobili Lamborghini e lo Houston Methodist Research Institute che testa le prestazioni dei compositi in fibra di carbonio stampati in 3D nell'ambiente estremo dello spazio. I materiali sono progettati per l'uso in applicazioni aerospaziali, ma i risultati potrebbero sostituire lunghi e costosi metodi di produzione della fibra di carbonio sulla Terra. Inoltre, lo studio può contribuire a migliorare la progettazione di dispositivi impiantabili per la somministrazione di farmaci terapeutici sviluppati dallo Houston Methodist Research Institute. È stato lanciato a bordo della navicella Cygnus NG-12 il 2 novembre 2019.

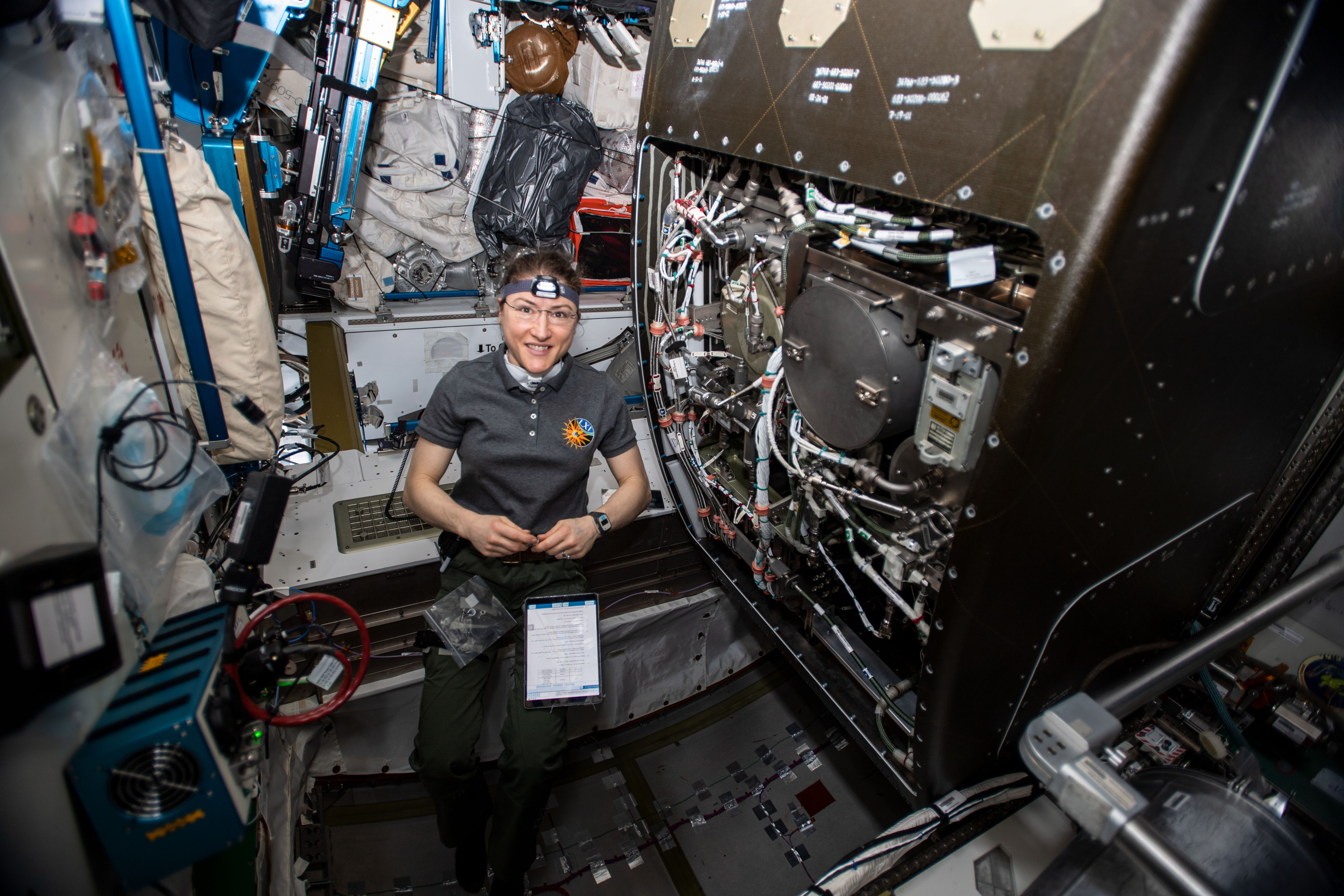
Koch lavora nella parte posteriore di un rack nel modulo Harmony

### Food Physiology
Il peggioramento delle prestazioni e le malattie dovute a un sistema alimentare inadeguato sono tra i rischi principali per i membri dell'equipaggio durante le missioni spaziali di lunga durata. Per ridurre questo rischio, l'esperimento Integrated Impact of Diet on Human Immune Response, the Gut Microbiota, and Nutritional Status During Adaptation to Spaceflight (Food Physiology) ha lo scopo di individuare gli effetti di una dieta spaziale mirata sulla funzione immunitaria, microbioma intestinale e gli indicatori dello stato nutrizionale, e trovare così un nuovi metodi per consentire la fornitura di un sistema alimentare adeguato sia dal punto di vista nutrizionale che ben voluto dall'equipaggio nel lungo periodo.

### LIDAL
LIDAL (Light Ion Detector for ALTEA) è un rilevatore basato su scintillatori ed è progettato per funzionare in coppia con altre tre unità, le ALTEA Silicon Detector Units (SDU) che permetterà di valutare per la prima volta sul campo il fattore di rischio Z2/β2 della singola particella rilevata a bordo della ISS. Le missioni spaziali con equipaggio verso Luna e Marte pianificate nei prossimi decenni richiedono una valutazione affidabile del rischio di radiazioni considerando l'esposizione prolungata degli astronauti in diversi campi di radiazioni. L'ambiente di radiazione all'interno di un habitat spaziale umano, generato dall'interazione dei raggi cosmici galattici e occasionalmente degli eventi delle particelle solari con lo scafo del veicolo spaziale, è particolare a causa della sua composizione (ioni da idrogeno a ferro, spallazione nucleare) e la grande gamma di energia cinetica delle particelle. Per questo motivo l'approccio di valutazione del rischio utilizzato per gli astronauti nello spazio è molto diverso da quello utilizzato sulla Terra. In questo approccio viene valutato il rischio per gli astronauti calcolando i fattori in funzione delle caratteristiche fisiche della singola particella, come il fattore di qualità Q (relativo alla potenza ionizzante delle radiazioni) o il rapporto quadrato tra la carica (Z) e la velocità (β) della particella (Z2/β2) correlata all'energia depositata misurata da ALTEA.

### Made In Space – Recycler
Made in Space – Recycler testa i sistemi per riciclare la plastica trasformandola nei filamenti usati nella stampa 3D per creare nuovi oggetti in microgravità. Ricicla i polimeri in filamenti per l'utilizzo nell'Additive Manufacturing Facility, una stampante 3D che opera sulla ISS dal 2016. L'indagine esamina quali materiali si adattino meglio all'uso nella stampa 3D e quali possono essere riciclati più volte senza degradare. I ricercatori prevedono di analizzare i campioni stampati nello spazio dopo il loro ritorno sulla Terra e confrontarli con campioni stampati in modo analogo sulla terra. È stato lanciato a bordo della navicella Cygnus NG-12 il 2 novembre 2019.

### Microgravity Crystals
L'indagine Microgravity Crystals analizza una proteina di membrana che è parte integrante della crescita tumorale e della sopravvivenza del cancro. Sebbene la cristallizzazione di questa proteina ha prodotto risultati insoddisfacenti sulla Terra, questa indagine sfrutta un ampio lavoro di cristallizzazione delle proteine svolto sulla Stazione Spaziale negli anni, aumentando significativamente la probabilità di una crescita dei cristalli di successo. I risultati aiuteranno nello sviluppo di trattamenti contro il cancro che prendono di mira la proteina in modo più efficace e con meno effetti collaterali. I risultati di questo esperimento possono far progredire l'ottimizzazione pre-clinica e la valutazione dei farmaci esistenti per la proteina di membrana. Il team scientifico può utilizzare i dati dell'indagine per ridurre la tossicità e migliorare l'efficacia dei farmaci prima di entrare nella fase di produzione, garantendo così che un prodotto ottimale entri nelle sperimentazioni cliniche per i test sull'uomo. Oltre a trattare i tumori, questa indagine può contribuire a creare nuovi farmaci e tecnologie aggiuntive in altre aree di malattia come il morbo di Alzheimer e Parkinson, l'infezione virale, la malattia epatica, il diabete di tipo 2 e numerose altre malattie.

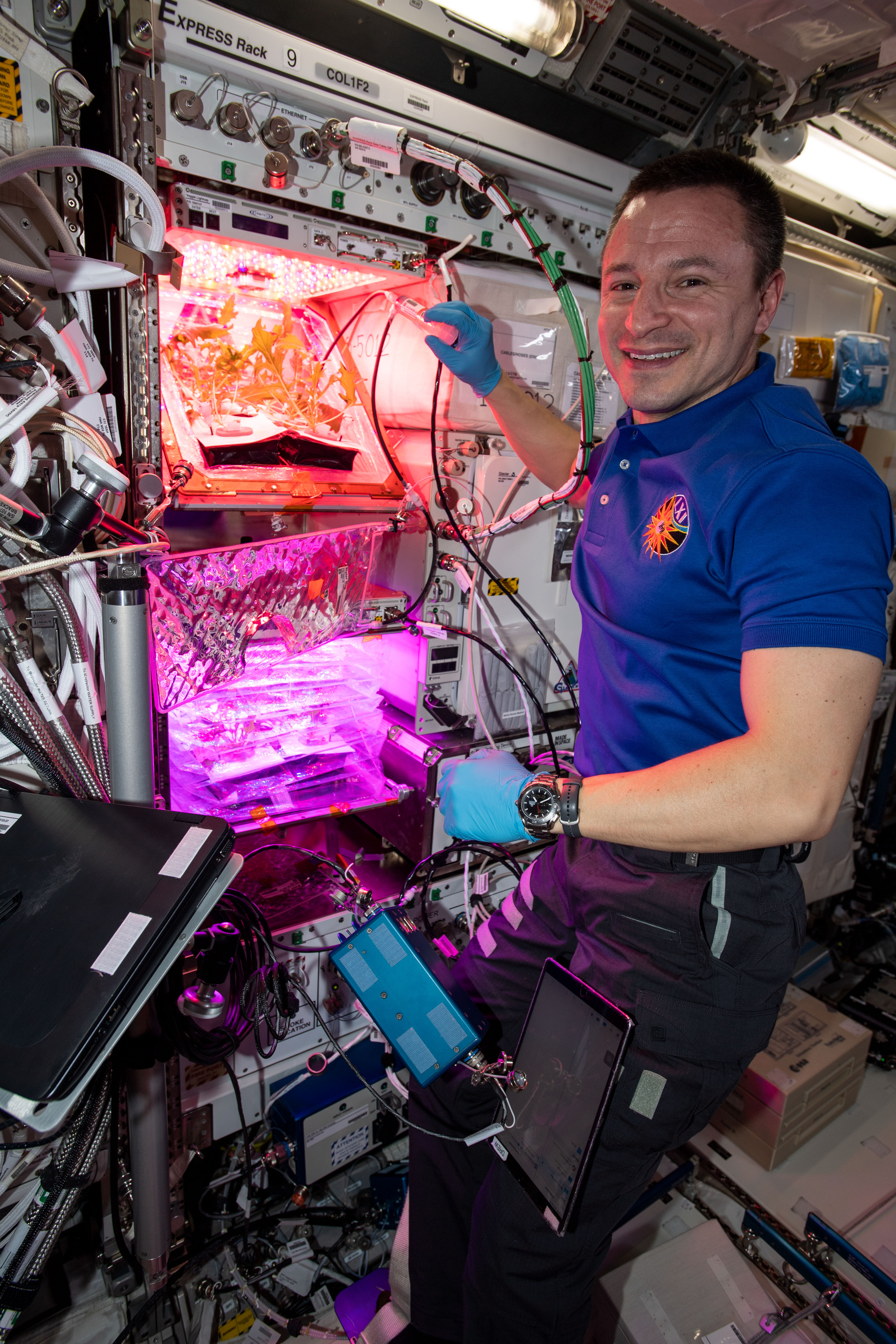
Morgan raccoglie la verdura cresciuta a bordo della ISS

### Mini-EUSO
Mini-EUSO è un telescopio progettato per eseguire osservazioni dell'emissione di luce ultravioletta dalla Terra e fa parte del programma JEM-EUSO. I principali obiettivi sono lo studio di fenomeni atmosferici, come i Transient Luminous Events (TLE), meteore e meteoroidi, la ricerca della materia strana e il rilevamento di alcune docce di raggi cosmici. Mini-EUSO è stato creato dalla collaborazione dell'Agenzia Spaziale Italiana e Roscosmos. È stato lanciato a bordo della Sojuz MS-14 il 22 agosto 2019 ed è stato attivato per la prima volta alla fine di settembre dello stesso anno. È situato in una finestra a nadir nel modulo russo Zvezda della ISS.

### Ring Sheared Drop
L'indagine Ring Sheared Drop esamina la formazione e il flusso di amiloidi senza le complicazioni associate alle pareti solide di un contenitore, perché in microgravità la tensione superficiale fornisce da sola il contenimento del liquido. Queste complicazioni possono influenzare il flusso dei liquidi attraverso interazioni chimiche, elettrostatiche e l'assorbimento. Le proteine fibrose, depositi proteici extracellulari trovati in organi e tessuti, e gli amiloidi sono associati a malattie neurodegenerative come l'Alzheimer. I risultati potrebbero contribuire a una migliore comprensione di queste malattie e allo sviluppo di materiali e trattamenti avanzati.

### Rodent Research-14
L'esperimento Disruptor Of The 12-hour Circatidal Clock (Rodent Research-14) studia come le interruzioni dei cicli di luce giornalieri influenzano le cellule e gli organi umani. Una ricerca precedente aveva scoperto il ruolo chiave delle fasi di 12 ore di luce e buio nella gestione dallo stress e nella presenza della forma più comune della malattia epatica umana (NAFLD) che a sua volta contribuisce all'insorgenza dell'insulinoresistenza e del diabete. Il ruolo delle 12 ore nel controllare la corretta funzione epatica ha importanti implicazioni per il mantenimento della salute umana. Dall'esposizione dei sistemi cellulari dei topi allo stress della microgravità, questa indagine consentirà di esaminare l'adattamento cellulare ai cambiamenti nell'orologio quotidiano e gli effetti sul comportamento. I risultati potrebbero fornire informazioni sulle malattie epatiche e rivelare nuove terapie, tra cui i prodotti farmaceutici. È stato lanciato a bordo della navicella Cygnus NG-12 il 2 novembre 2019.

### Rodent Research-17
Rodent Research-17 (RR-17) utilizza 20 topi femmina più giovani e 20 più anziani come organismi modello per valutare gli effetti fisiologici, cellulari e molecolari dell'ambiente spaziale che restano sulla ISS 30 o 60 giorni dentro un contenitore appositamente progettato. Il volo spaziale accelera o ingrandisce l'effetto dei cambiamenti osservati durante il processo di invecchiamento negli esseri umani e negli organismi modello come i topi. Questa indagine fornisce una migliore comprensione dei processi della disfunzione immunitaria, perdita ossea, decondizionamento cardiovascolare e perdita di massa e forza muscolare legate all'invecchiamento, che possono portare a nuove terapie per l'uso nello spazio e sulla Terra.

### SoundSee Mission
Lo studio Deep Audio Analytics sulla ISS (SoundSee Mission) testa il monitoraggio dell'ambiente acustico utilizzando un sensore audio posizionato su Expedition 59#Astrobee, una piattaforma robotica mobile a bordo della Stazione. I microfoni raccolgono informazioni acustiche e Astrobee determina la posizione del sensore. Il sistema è in grado di rilevare anomalie nel suono dei componenti all'interno di un dispositivo, fornendo un monitoraggio autonomo dello stato di salute dei sistemi come il supporto vitale e le attrezzature per l'esercizio fisico.

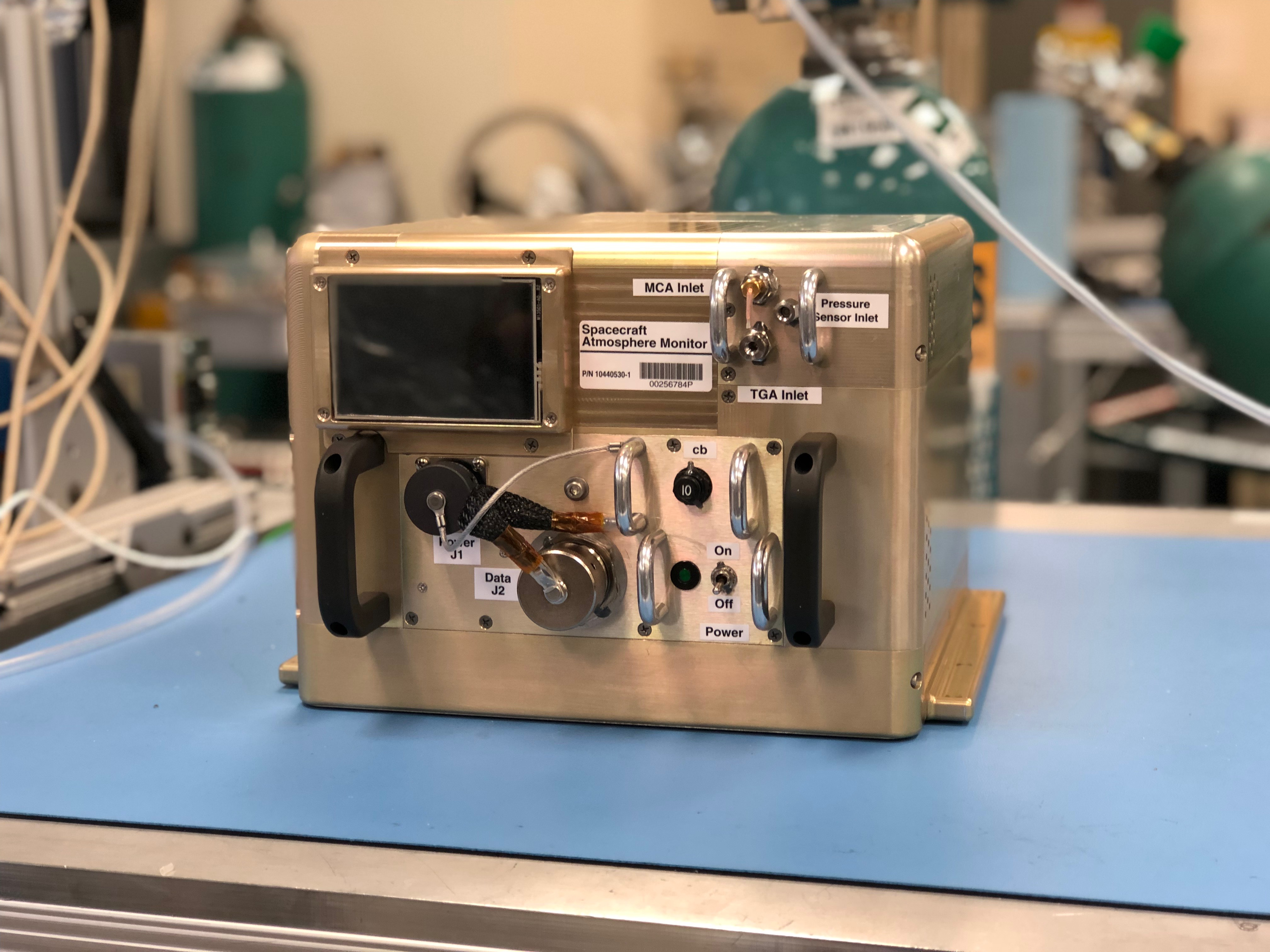
L'Spacecraft Atmosphere Monitor

### Spacecraft Atmosphere Monitor
L'indagine Spacecraft Atmosphere Monitor vuole dimostrare le capacità di un piccolo, affidabile gascromatografo-spettrometro di massa portatile a bordo della ISS per condurre le misurazioni degli elementi principali e secondari dell'aria. Lo strumento trasmette i dati alla squadra di ricerca di terra ogni due secondi, fornendo un'analisi continuativa. Così facendo si elimina la necessità di restituire campioni d'aria a Terra per essere analizzata, riducendo il volume e la massa al ritorno e non necessita della presenza di un essere umano per analizzare l'aria di un luogo, sia nello spazio che nella Terra.

### Veg-04B

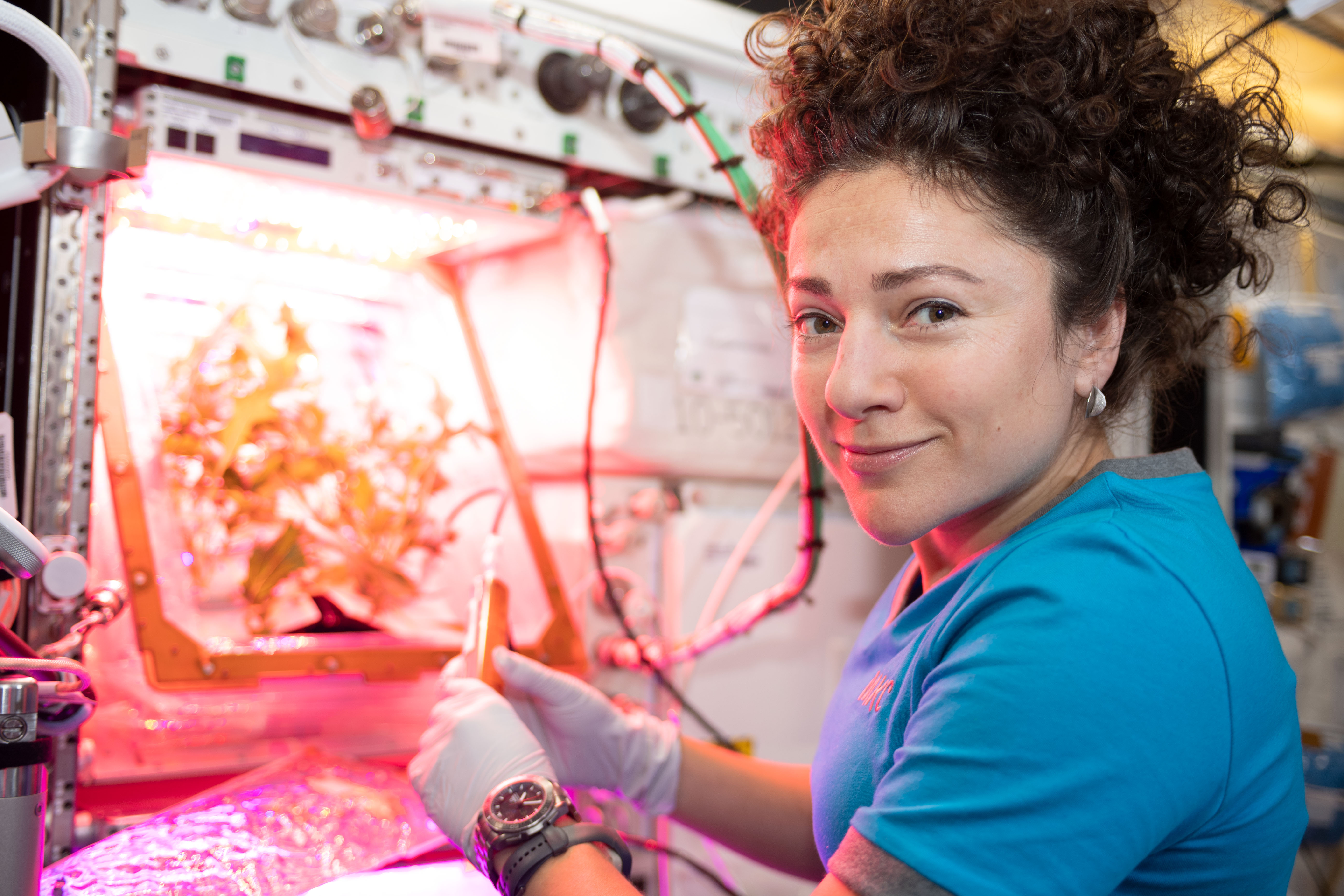
Meir dà acqua alle piante di mizuna dell'esperimento Veg-04B

L'indagine Pick-and-Eat Salad-Crop Productivity, Nutritional Value, and Acceptability to Supplement the ISS Food System (Veg-04A, Veg-04B e Veg-05) è un progetto di ricerca graduale per affrontare la necessità di un sistema di produzione di cibi freschi continua nello spazio. Una dieta sana e nutriente è essenziale per le missioni di esplorazione di lunga durata, il che significa che la tipica dieta preconfezionata per gli astronauti deve essere integrata da cibi freschi durante il volo; la piattaforma Veggie Vegetable Production System (Veggie) viene testata sin dal 2014 a bordo della Stazione Spaziale per soddisfare questa esigenza, e i test di convalida hanno dimostrato che le verdure a foglia verde possono essere coltivate nel volo spaziale. La ricerca del Veg-04B svolta durante l'Expedition 61 si concentra sull'impatto della qualità della luce e del fertilizzante sulla crescita delle colture durante un intervallo di tempo di 56 giorni, la sicurezza alimentare microbica, il valore nutrizionale, l'accettabilità del gusto da parte dell'equipaggio e i benefici generali per la salute comportamentale e psicologica derivanti dall'interagire e mangiare piante cresciute nello spazio.

### Zero-G Oven
Nelle future missioni spaziali di lunga durata, sarà necessario introdurre una maggiore varietà di cibi, anche per avere dei benefici psicofisici nei membri dell'equipaggio. Da questo punto di vista, affiancandosi alla ricerca dell'esperimento Veggie che coltiva verdure nello spazio, Zero-G Oven ha lo scopo di testare i benefici che lo sfornare biscotti nello spazio avrà nell'equipaggio e se ciò sarà possibile dal punto di vista pratico nelle missioni future; in particolare esamina le proprietà di trasferimento di calore e il processo di cottura degli alimenti in microgravità. Viene utilizzato un forno in stile tostapane appositamente progettato per raggiungere una temperatura massima di 363,3 °C. È stato lanciato a bordo della navicella Cygnus NG-12 il 2 novembre 2019.